# Midsalip
Midsalip is een gemeente in de Filipijnse provincie Zamboanga del Sur op het eiland Mindanao. Bij de laatste census in 2007 had de gemeente bijna 31 duizend inwoners.

## Geografie

### Bestuurlijke indeling
Midsalip is onderverdeeld in de volgende 26 barangays:
| - Bacahan - Balonai - Bibilop - Buloron - Cabaloran - Canipay Norte - Canipay Sur - Cumaron - Dakayakan - Duelic - Dumalinao | - Ecuan - Golictop - Guinabot - Guitalos - Guma - Kahayagan - Licuro-an - Lumpunid - Matalang - New Katipunan - New Unidos | - Palili - Pawan - Pili - Pisompongan - Piwan - Poblacion A - Poblacion B - Sigapod - Timbaboy - Tulbong - Tuluan |

## Demografie
Midsalip had bij de census van 2007 een inwoneraantal van 30.772 mensen. Dit zijn 1.863 mensen (6,4%) meer dan bij de vorige census van 2000. De gemiddelde jaarlijkse groei komt daarmee uit op 0,87%, hetgeen lager is dan het landelijk jaarlijks gemiddelde over deze periode (2,04%). Vergeleken met de census van 1995 is het aantal mensen met 5.514 (21,8%) toegenomen.

De bevolkingsdichtheid van Midsalip was ten tijde van de laatste census, met 30.772 inwoners op 161,56 km², 190,5 mensen per km².